# Средняя Сибирь
Сре́дняя Сиби́рь — природный регион в центральной части Сибири, расположенный между долиной Енисея с запада, Верхоянским хребтом с востока, берегами Карского моря и моря Лаптевых с севера и горами Южной Сибири с юга. Площадь около 4 млн км2, максимальная протяжённость с севера на юг — 2800 км, с запада на восток — 2500 км.

## Общая характеристика
Территория Средней Сибири совпадает с Сибирской платформой. Большую часть страны занимает Среднесибирское плоскогорье.
Также в Средней Сибири расположена Северо-Сибирская низменность и горы Бырранга, находящиеся на полуострове Таймыр. Для Средней Сибири характерен резко континентальный климат, повсеместное, за некоторыми изъятиями, распространение вечной мерзлоты и преобладание лиственничной тайги.
Границы Средней Сибири на разных картах физико-географического районирования несколько отличаются друг от друга. Наибольшие разногласия вызывают северные и восточные границы.

## Геологическое строение
Территория Средней Сибири в основном совпадает с Сибирской платформой, а также с полуостровом Таймыр, тектоническую основу которого не все географы относят к Сибирской платформе. Спорным остаётся вопрос о находящемся на крайнем юго-востоке страны Алданского щите, поскольку современная природа расположенного на нём Алданского нагорья существенно отличается от природы Средней Сибири.
Фундамент платформы сложен архейскими и протерозойскими складчатостями и характеризуется расчленённым рельефом. Поднятия разделены глубокими и обширными впадинами, которые заполнены осадочными породами большой мощности.
Одной из характерных черт Сибирской платформы являются траппы — лавовые покровы. Формы их залегания разнообразны, однако по большей своей части они обнаруживаются в пределах Тунгусской синеклизы.

## Рельеф
На территории Средней Сибири преобладает денудационный рельеф, отличающийся геологической ярусностью в связи с новейшими поднятиями и чередованием горных пород различной степени устойчивости. Поверхность территории страны разрезана густой сетью речных долин, отличающихся каньонообразностью и асимметричностью. Существенной чертой долин Средней Сибири (кроме Таймыра и примыкающей Северо-Сибирской низменности) является большое количество речных террас, высота которых составляет до 250 м.
В Средней Сибири не прослеживается чёткой зональности в размещении морфоскульптур. Господствующими являются эрозионная и вечная мерзлота морфоскульптуры. Криогенная морфоскульптура выражается: на западе, характеризующимся преобладанием плотных коренных пород — в форме термической денудации, термической планации и солифлюкции; на востоке, характеризующимся рыхлыми породами — в термокарстовой форме, форме солифлюкции и бугров пучения. Эрозионные формы обильно встречаются в горах, на плато и склонах речных долин в виде курумы и осыпей. В северной части страны к указанным морфоскульптурам присоединяется реликтовая древнеледниковая. Также в Средней Сибири широко встречаются карстовые формы рельефа, однако в большей степени они распространены на юге страны, поскольку мерзлота на севере препятствует эрозионным процессам.
Морфоструктуры Средней Сибири можно разделить на 4 крупные группы:
Плоскогорье, кряжи, низко — и среднегорные массивы на выступах кристаллического фундамента
- Анабарское плато и Анабарское плоскогорье
- Енисейский кряж
- горы Бырранга пластовые возвышенности и плато на осадочных палеозойских породах
- Приангарское плато
- Приленское плато
- Ангаро-Ленское плато

Вулканические плато, связанные с проявлениями траппового магматизма
- Плато Путорана
- Плато Сыверма
- Центральнотунгусское плато
- Тунгусское плато
- Вилюйское плато

Аккумулятивные и пластово-аккумулятивные равнины
- Северо-Сибирская низменность
- Центральноякутская равнина
- Иркутско-Черемховская равнина

Бо́льшую часть территории Средней Сибири занимает Среднесибирское плоскогорье. В его пределах высоты страны колеблются от 150 м до 1700 м со средней высотой около 600 м. При этом ступенчатый рельеф междуречий сочетается с глубоко врезанными, с крутыми склонами, долинами рек. По высотному положению плоскогорье разделяется на три части: наиболее возвышенную северо-западную (плато Путорана, плато Сыверма, Анабарское плоскогорье, Вилюйское плато и Тунгусское плато), пониженную центральную (Приангарское и Центральнотунгусское плато) и приподнятую юго-восточную (Ангарский кряж, Лено-Ангарское и Приленское плато).
К востоку от Среднесибирского плоскогорья расположена Центральноякутская равнина, имеющая в качестве тектонической основы Предверхоянский прогиб. К югу от плоскогорья находится Иркутско-Черемховская равнина, имеющая холмисто-увалистый рельеф и сложенная из осадочных пород.
На северном склоне Алданского щита находится Енисейский кряж со средними высотами 600—700 м, сложенный останцовыми горами и расчленённой возвышенностью.
К Таймырскому щиту приурочены сильно выровненные горы Бырранга с высотой до 550 м на западе и севере и до 900 м на юго-востоке. Отдельные вершины гор могут превышать 1000 м.

## Климат
Климат Средней Сибири резко континентальный, что вызвано её расположением в средней части Северной Азии: Атлантический океан сильно удалён, доступу воздушных масс с Тихого океана препятствуют длинные горные цепи, а холодные массы Северного Ледовитого океана неспособны ощутимо смягчить континентальный режим погоды. Наивысшей своей степени континентальность достигает на Центральноякутской равнине, смягчаясь к северу и западу страны. Резкая континентальность создаёт свой особый режим выветривания, почвообразования, гидрологический режим рек, рельефообразующих процессов, своеобразное развитие растительности и т. д.
Сильное переохлаждение земной поверхности зимой вызывает большие различия между летними и зимними температурами, а также сезонными количествами осадков. Разница между среднемесячными температурами зимы и лета составляет 50—65 °C, а абсолютная годовая амплитуда температур может превысить 100 °C.
Суммарная годовая солнечная радиация составляет от 65 ккал/см2 на Таймыре до 110 ккал/см2 в Иркутске. Радиационный баланс на большей части территории Средней Сибири отрицательный с октября по март. В январе солнечной энергии поступает крайне мало: от 1-2 ккал/см2 на севере до 3 ккал/см2 на юге. В летнее время приток солнечной энергии возрастает до 15 ккал/см2 в месяц, а на Центральноякутской равнине — до 16 ккал/см2 в месяц.
Осадки в виде дождя и снега приносятся в основном с запада и северо-запада. В связи с этим наибольшее их количество выпадает на территории приенисейской Сибири (более 600 мм за год). Обострению циклонов в западной части Средней Сибири способствует и естественное препятствие для воздушных масс — уступ Среднесибирского плоскогорья, поэтому в его районе — на плато Путорана, Сыверма, Тунгусском — годовое количество осадков достигает 1000 мм и более. К востоку количество осадков постепенно уменьшается, падая на Центральноякутской равнине до 300 мм в год. От года к году количество осадков существенно разнится, отличаясь до 3 раз.
Зима длится 5—7 месяцев с ясной, морозной и сухой, часто безветренной погодой. Малоподвижные антициклоны приводят к сильному выхолаживанию земной поверхности и приземного слоя воздуха, особенно в глубоких речных долинах и котловинах. Поэтому зимние температуры в Средней Сибири значительно ниже среднеширотных и даже ниже, чем арктического воздуха, однако с низким содержанием влаги.
Однако к западу и северо-западу устойчивость антициклонов уменьшается, а в районе Таймыра это приводит к усилению ветра, увеличению облачности и осадков, а также к повышению температуры. Если для Центральноякутской равнины и северо-восточной части Среднесибирского плоскогорья характерны январские температуры ниже −40 °C, а в отдельные дни — ниже −60 °C, то к северу и северо-западу температуры возрастают до −30 °C, а к юго-западу — до −20 °C.
Мощность снежного покрова, формирующегося зимой, в Средней Сибири невелика: на большей части территории страны от 50 до 70 см. Это вызвано малым количеством осадков — 100—150 мм в месяц, а в Центральноякутской низменности — менее 50 мм в месяц. Как следствие, несмотря на большую продолжительность зимы, за это время выпадает не более 25 % осадков от годовой нормы.
За счёт сухого воздуха, ясной и малоизменчивой погоды низкие температуры переносятся населением легко. Однако они вызывают необходимость больших затрат на капитальное строительство и отопление.
Весна в Средней Сибири — поздняя и короткая, наступает почти одновременно на всей территории во второй половине апреля, за исключением северной части страны, где она приходит в конце мая — начале июня. Увеличение температур и таяние снегов происходят быстро, однако часто наблюдаются возвраты холодов, что вызывается прорывами арктического воздуха, не встречающего почти никаких препятствий.
Лето — самое дождливое время года в Средней Сибири. Начало лета засушливое, однако из-за быстрого прогрева земной поверхности устанавливается пониженное атмосферное давление, что влечёт за собой усиление переноса влажных воздушных масс с Северного Ледовитого океана и значительное повышение циклонической активности. Как следствие, июль и август характеризуются обложными дождями, а осадков выпадает в 2-3 раза больше, чем за всё холодное время года.
Самая низкая температура в это время года свойственна мысу Челюскин (около 2 °C), при продвижении к югу температура постепенно нарастает и на Центральноякутской низменности достигает 18 °C. Поскольку с увеличением высоты температура понижается, то дальнейшего её роста в направлении находящихся южнее плоскогорий не происходит. Следует заметить, что в низменных районах Средней Сибири средняя летняя температура выше, чем на тех же широтах Западной Сибири и российской части Восточно-Европейской равнины.
Осень начинается с конца августа и отличается короткой продолжительностью в связи с быстрым понижением температур. Уже в октябре средняя температура на всей территории страны становится отрицательной, а атмосферное давление — устойчиво повышенным.